# Johann Wilhelm Kellner von Zinnendorf
Johann Wilhelm Kellner von Zinnendorf, nemški zdravnik in prostozidar, * 1731, Halle, † 1782.
Kellner je kot vojaški zdravnik sodeloval v sedemletni vojni. Leta 1757 je postal član prostozidarske lože Filadelfija, nato pa je prestopil v Pri treh okostnjakih, leta 1764 v Red stroge poslušnosti,... Pozneje je bil veliki mojster lože Trije globusi, leta 1768 pa je v loži Minerva uvedel švedski sistem.
Leta 1770 je združil dvanajst nemških lož v Veliko ložo Nemčije.